# Escut de Benlloc
L'escut de Benlloc és el símbol representatiu de Benlloc, municipi del País Valencià a la comarca de la Plana Alta. Té el següent blasonament:
| « | Escut quadrilong de punta redona. En camp d'atzur, un lleó rampant d'or, acostat d'una branca de llorer de sinople i una espiga de blat d'or. Al timbre, corona reial oberta. | » |

## Història
L'escut fou aprovat per Resolució de 19 de febrer de 2004, del conseller de Justícia i Administracions Públiques, publicada en el DOGV núm. 4.718, de 24 de març de 2004.
El lleó rampant és el senyal tradicional de l'escut de la vila.
A l'Arxiu Històric Nacional es conserven l'empremtes, de 1876, de tres segells en tinta de Benlloc.

Segell de l'Alcaldia, de 1950.
Segell de l'Ajuntament, de 1966.
Segell de l'Alcaldia, de 1966.

Els segells van acompanyats de descripcions. La del primer segell diu:
| «                                                          | (castellà) Este sello se empezó á usar por el año de 1850, en que aquel Ayuntamiento no teniendo sello mandó á José Ivañez Edo, cerrajero en esta, le fabricara uno, el cual ha explicado que el leon que aparece pintado en el centro lo hizo como símbolo de fuerza y poder que creía era el arma de nuestra querida España. | (català) Aquest segell començà a utilitzar-se per l'any de 1850, en que aquell Ajuntament, que no tenia segell, va manar a José Ivañez Edo, manyà a aquesta [població], li fabriqués un, el qual ha explicat que, el lleó que apareix pintat en el centre, el feu com a símbol de força i poder que creia era l'arma de la nostra estimada Espanya. | » |
| — Benlloch, 20 de Sebre 1876. El Alcalde. Pedro Juan Aiza. | | |   |